# Zona Rural de Porto Alegre
Mapa das zonas urbana e rural do município.
A Zona Rural de Porto Alegre é uma grande área rural protegida e reconhecida por lei que existe em Porto Alegre, capital do estado brasileiro do Rio Grande do Sul. Após mais de uma década de extinção, foi reinstituída através da Lei Complementar n° 775, de 23 de outubro de 2015.
Embora com uma área delimitada quase quatro vezes menor do que a original, a Zona Rural do município vinha sendo a segunda maior em tamanho entre as capitais brasileiras, ficando atrás apenas de Palmas, no Tocantins. Em 2023, passou a ocupar o terceiro lugar, ficando atrás da zona rural de São Paulo.
As propriedades que compõem, oficialmente, a zona rural encontram-se localizadas em diferentes porções de sete bairros da região do Extremo-Sul do município: Belém Novo, Boa Vista do Sul, Chapéu do Sol, Extrema, Lageado, Lami e São Caetano. Porém, observam-se também na cidade propriedades com produção primária situadas fora dessa região, como nos bairros Belém Velho, Campo Novo e Vila Nova (conhecidos pelas colheitas de safras que dão origem às "Festas do Pêssego, da Uva e da Ameixa"), Restinga, Pitinga, Hípica, Ponta Grossa, entre outros.
Além da produção primária, a zona rural propicia projetos de ecoturismo como o Caminhos Rurais de Porto Alegre, sendo fundamental para a preservação do meio ambiente e da paisagem natural.

## História

### Antecedentes
No século XIX, o eixo que compõe a atual Avenida Independência em Porto Alegre reunia diversos moinhos de vento ao longo de uma cordilheira, construídos por casais açorianos e voltados para produção de trigo, que deram origem ao nome do bairro Moinhos de Vento, então parte do chamado "Arraial São Manoel" (1833), um dos povoamentos que surgiram fora da antiga cidade muralhada.

### Criação e extinção

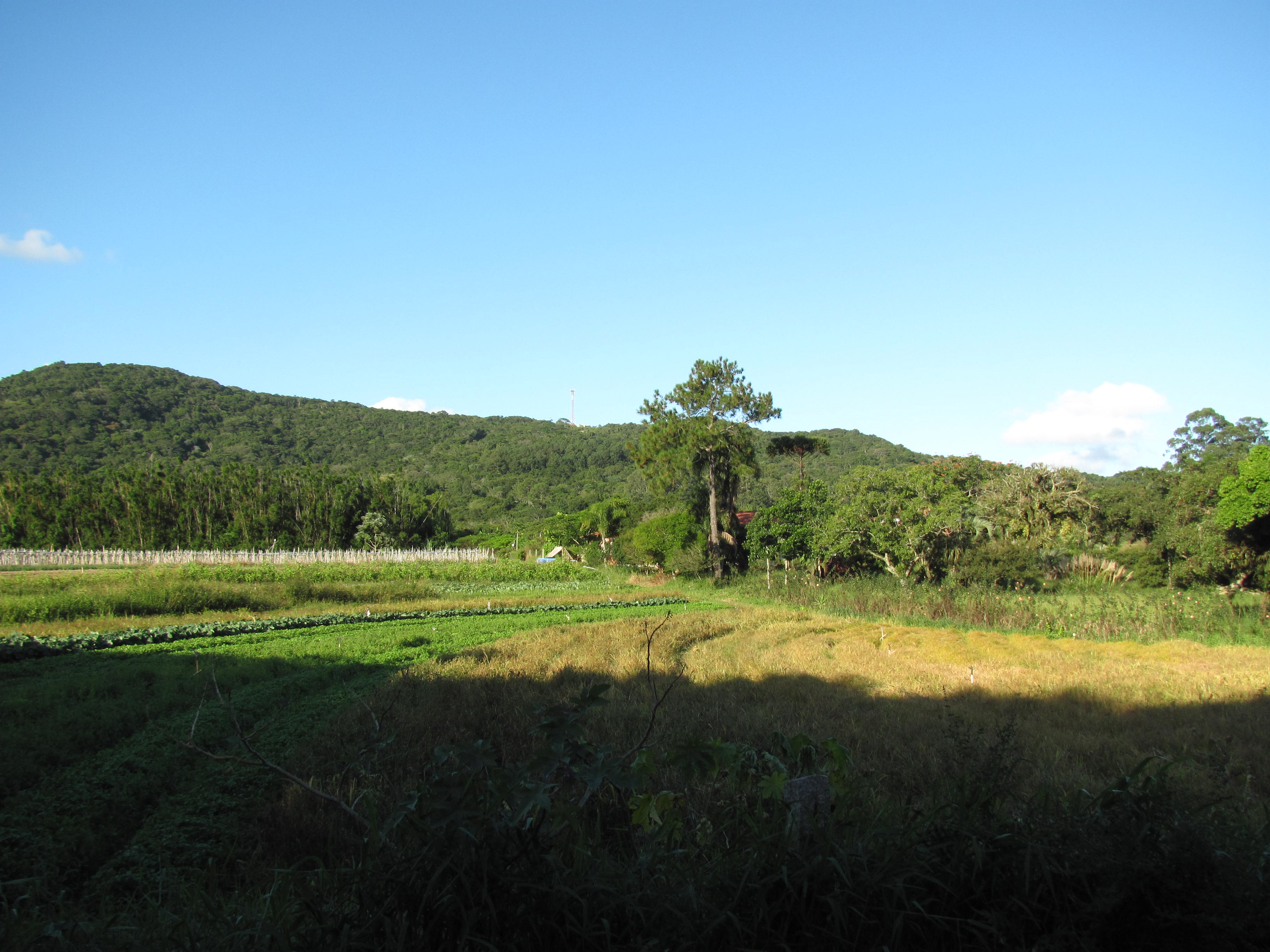
Paisagem rural em Porto Alegre

Durante a vigência do primeiro Plano Diretor da cidade, datado de 1979, a Zona Rural ocupava cerca de 30% da área territorial do município, isto é, quase 140 km² (14 mil hectares). Compreendia áreas de bairros como Agronomia, Lomba do Pinheiro, Restinga e Lageado e Lami. Os proprietários rurais eram, até então, isentos do IPTU, contribuindo somente com ITR - de menor valor. 
Em 27 de março de 2000, foi extinta oficialmente com a entrada em vigor do Plano Diretor de Desenvolvimento Urbano Ambiental (PDDUA). 
Com a mudança no planejamento da cidade, as propriedades rurais foram todas, sem exceções, incorporadas à Zona Urbana, esta dividida basicamente por dois tipos de ocupação: a intensiva e a rarefeita. Em substituição à ideia de zona rural, surgiu então o conceito de "Cidade Rururbana" em estudos elaborados por técnicos da Prefeitura Municipal que deram origem ao Plano Diretor de 1999, para definir a região onde havia mistura de ocupação urbana com produção primária em Porto Alegre. Desde então, o número de empreendimentos habitacionais, tanto regulares como irregulares, cresceu consideravelmente nessa região. Como consequência, as paisagens rurais de Porto Alegre foram se perdendo.

### Área de Produção Primária
Mesmo com a extinção da Zona Rural, o Plano Diretor de 1999 estabeleceu, de fato, uma "Área de Produção Primária" localizada no Extremo-Sul, abrangendo cerca de 8,28% do território do Município. Essa área reunia propriedades de mais de mil famílias produtoras, voltadas exclusivamente para atividades de agricultura e extrativismo; contudo, as de pecuária, ou abate de animais, não podiam ser enquadradas por não serem permitidas em Zona Urbana. Para serem isentos de IPTU e pagarem ITR, os proprietários tinham de comprovar tais atividades, para as quais, contudo, não conseguiam obter benefícios e financiamentos junto a programas do Governo Federal por se tratar de Zona Urbana, e não Rural.

### Recriação
Em 2010, na revisão da lei do Plano Diretor (LC 646/99), o artigo 141 definiu que o município de Porto Alegre deveria constituir comissão para estudo, definição e, se for o caso, apresentação e encaminhamento de projeto de lei, que proponha restauração da zona rural da Cidade, com sua localização, delimitação, modelo espacial e regime urbanístico respectivo.
Em junho de 2015, a Câmara Municipal de Porto Alegre discutiu a sua recriação, embora com uma área delimitada quase quatro vezes menor do que a original. Voltando a existir, o projeto de lei faria com que várias porções em bairros da Região do Extremo-Sul de Porto Alegre fossem contempladas com sua nova delimitação. 
Conforme o projeto de lei então em trâmite, de autoria do Executivo Municipal, a Zona Rural de Porto Alegre seria recriada a partir da já existente "Área de Produção Primária", de cerca de 40 km² (4 mil hectares), ou 8,28% do território municipal. A proposta teria como benefícios: o acesso mais fácil de produtores a financiamentos; a regularização da situação de criadores de animais para abate; a despoluição do ar da cidade; e a criação de um polo de alimentos orgânicos, fortalecendo feiras, mercados locais e o turismo rural.
Com sua aprovação através da Lei Complementar n° 775, de 23 de outubro de 2015, foram afetados os bairros Chapéu do Sol, Belém Novo, Lageado e Lami e algumas localidades de São Caetano e Extrema — todos no Extremo-Sul de Porto Alegre.

### Recepção
Em audiência pública realizada na Câmara Municipal, em 11 de dezembro de 2014, boa parte dos participantes se mostrou favorável à recriação da Zona Rural, embora haja controvérsias quanto à forma como será reimplantada entre ambientalistas, produtores rurais e representantes da construção civil.
Entre as críticas de ambientalistas está a de que a recriação da Zona Rural precisa contemplar as áreas de proteção ambiental (APAs), os quais não deveriam ficar expostas à especulação imobiliária. Há também produtores cujos imóveis não estão situados na área prevista para demarcação, alegando a necessidade de um levantamento mais atualizado por parte da Prefeitura Municipal. 

### Grupo de trabalho e entidades

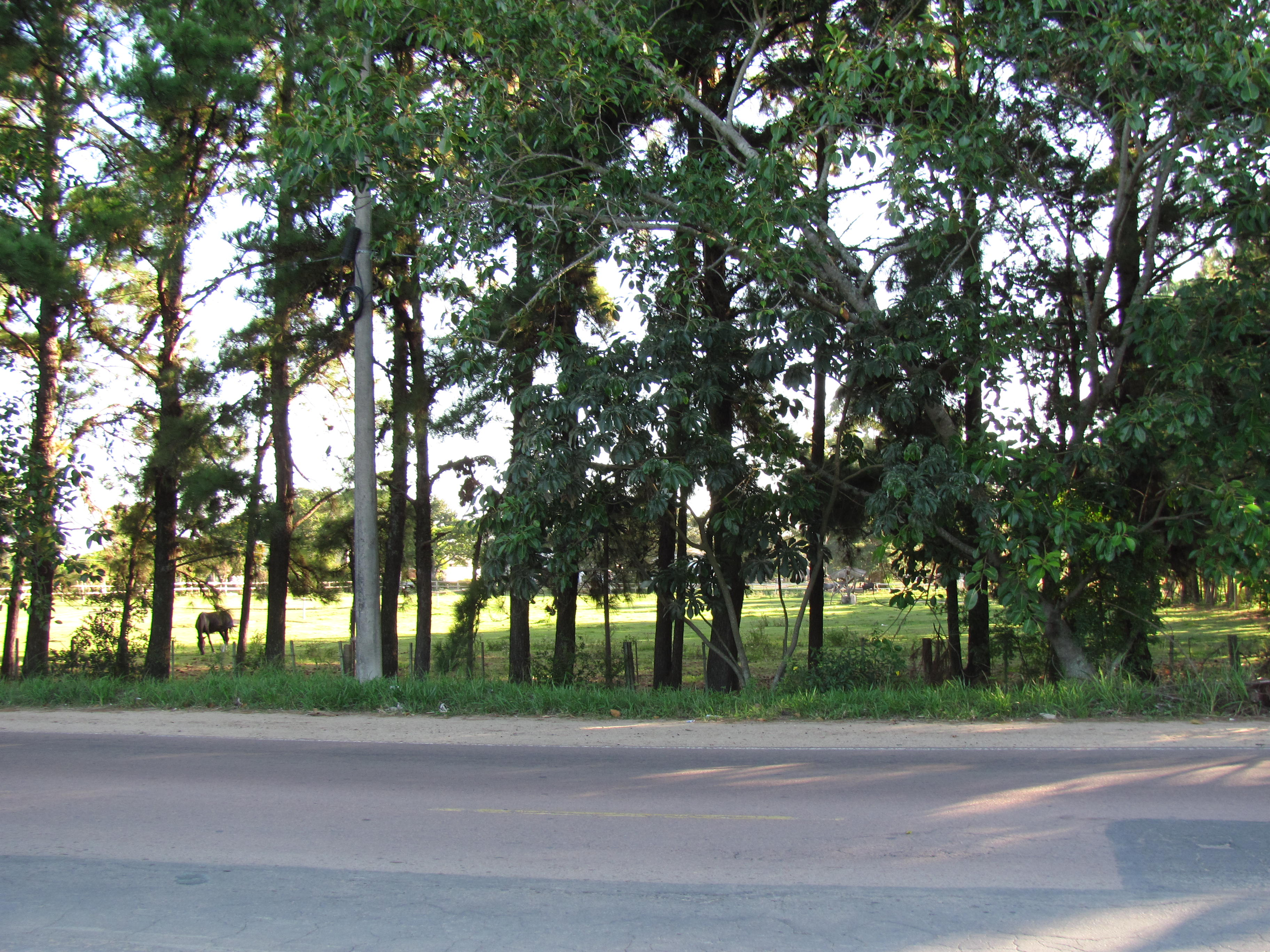
Avenida Edgar Pires de Castro.

Em 2012, foi criado um grupo de trabalho, GT Zona Rural, formado por moradores e produtores da zona rural e equipes de diferentes secretarias municipais (Ambiente, Fazenda e Produção, Indústria e Comércio), além da Câmara de Vereadores, o qual acabou então suspenso temporariamente em virtude do período eleitoral, mas reativado em agosto de 2013. Alguns dos problemas da zona rural de Porto Alegre discutidos pelo grupo são drenagem, pavimentação, transporte e invasões de propriedade privada e grilagem de terras públicas.  
Em fevereiro de 2022, ante a revisão do plano diretor da cidade, o GT discutiu junto à prefeitura sobre a necessidade de melhorias da infraestrutura das vias da região, com o fim de aumentar as condições para produção. Também foi debatida a criação de uma unidade municipal para cadastramento de produtores rurais, por meio de acordo de cooperação com o Instituto Nacional de Colonização e Reforma Agrária (Incra).
Em setembro de 2022, o Sindicato Rural de Porto Alegre foi aprovado por unanimidade na Câmara Municipal como entidade de utilidade pública, por seu papel no desenvolvimento de atividades agropecuárias na capital (inclusive formação profissional rural).
Entre 2022 e 2023, um recenseamento pela prefeitura das regiões de produção primária começou a ser planejado, por meio de um edital de convocação de propostas da organização da sociedade civil (OSC), para coleta de mais dados sobre a produção animal (em especial sobre manejo sanitário de rebanhos) e vegetal, suas demandas e ações necessárias, havendo potencial de expansão da zona rural de 4 mil para 7 mil hectares.

### Zona Livre de Agrotóxicos
Através da Lei Ordinária n° 12.328, de 3 de novembro de 2017, há a expectativa de que a Zona Rural de Porto Alegre se torne, até o ano de 2032, uma zona livre de agrotóxicos à produção primária e extrativa, de maneira que ocorra uma conversão da agricultura tradicional para a agricultura orgânica e ecológica em todas propriedades rurais.
Em dezembro de 2019, segundo o EMATER/RS (Instituto de Assistência Técnica e Extensão Rural), havia na Zona Rural cerca de 398 produtores rurais, dos quais 40 já não utilizavam químicos e 20 estavam em processo de adaptação, todos vinculados à RAMA (Rede Agroecológica Metropolitana), que certifica a produção orgânica.

### Estiagem
No verão de 2023, produtores da zona rural de Porto Alegre sofreram grandes perdas devido ao calor excessivo e à falta de chuvas, com prejuízos que somaram cerca de R$ 4,1 milhões para 120 famílias produtoras. Em fevereiro, o estado do Rio Grande do Sul decretou situação de emergência através do Decreto Nº 56.889 para auxiliar produtores de Porto Alegre e de outros municípios fortemente afetados. Como formas de prevenção, estudam-se medidas para aumentar a reserva de água, tais como limpeza e criação de novos açudes, sistemas de gotejamento para irrigação e cobertura do solo por manta agrotêxtil e estímulo ao sistema agroflorestal.